# Swinkels (familienaam)
Swinkels is een familienaam die vooral in Nederland voorkomt. Veruit het grootse aantal personen dat die naam draagt woont in Noord-Brabant, met de hoogste concentratie in het zuidoosten. Daarnaast komt de naam voor in de Nederlandse provincies Limburg, Gelderland, Zuid-Holland, Noord-Holland en Utrecht. In de andere provincies is de naam zeldzaam. Buiten Nederland wordt de naam ook gedragen, met name in België en Canada, zij het door veel minder personen. Dragers van de familienaam zijn onder meer bekend op het gebied van de bierbrouwerij en de architectuur. Er bestaan meerdere varianten van de naam, waaronder Swinckels, Zwinkels, Winkels en Van Gansewinkel. Deze namen hebben veel minder dragers.

## Herkomst
In 17e-eeuwse archieven die betrekking hebben op Gerwen komt de naam Swinckels herhaaldelijk voor. De naam verwijst naar de hoeve Swinckel, die was gelegen in de buurtschap Spekt te Gerwen. De hoeve, voluit Gansewinckel geheten, behoorde tot de Priorij Hooidonk. De mogelijkheid dat de naam Swinkels ook op andere plaatsen is ontstaan mag niet worden uitgesloten.

## Bierbrouwers
Johanna Swinckels, geboren in 1617, trouwde in 1636 te Gerwen met Joseph Teunis. Het paar vestigde zich in 1650 of kort daarna te Lieshout. Joseph Teunis voerde in zijn nieuwe woonplaats de achternaam van zijn vrouw, waarschijnlijk om zijn herkomst duidelijk te maken. Ook zijn kinderen kregen de achternaam Swinckels. Een van de nazaten van Joseph Teunis, Ambrosius Swinckels, erfde in 1773 van zijn vrouw een brouwerij aan de Kerkdijk in Lieshout. De brouwerij is sindsdien in het bezit van de familie Swinkels gebleven.
In 1924 hernoemde de vijfde generatie van de familie hun brouwerij 'De Kerkdijk' naar  'Bavaria', een verwijzing naar het Beiers bier dat sterk in opkomst was. In 2018 wijzigde de zevende generatie Swinkels de naam in 'Swinkels Family Brewers', om aan te geven dat de naam Bavaria nog slechts een beperkt deel van het bedrijf dekte. Een jaar later kreeg het bedrijf het predicaat 'Koninklijk'. Met ingang van 2024 werd de handelsnaam ingekort tot Royal Swinkels. Het is het op een na grootste brouwerijbedrijf van Nederland en een van de grootste producenten van mout in Europa. Het concern verkoopt bier onder meerdere merknamen, waaronder Bavaria, Swinckels', La Trappe, Palm, Hollandia, Rodenbach,  Steenbrugge, Kroon en Uiltje. Het hoofdkantoor is gevestigd in Lieshout.

## Architecten
In Zuid-Limburg is sinds 1928 de eveneens uit Brabant (Helmond) afkomstige architectenfamilie Swinkels actief. De in Delft afgestudeerde A.H.J. (Anton) Swinkels (1900-1971) nam in dat jaar het architectenbureau van H. de Ronde in Maastricht over. Bekende ontwerpen van zijn hand zijn de kweekschool Immaculata (1931-32), het Canisianum (1938-40) en het ziekenhuis Sint Annadal (1940-50), alle te Maastricht. Later werkte hij samen met B.H.F.L. Salemans (1921-1981) onder de naam Bureau Swinkels Salemans. Het bureau speelde een belangrijke rol tijdens de wederopbouwperiode in Maastricht.
Zijn zoon Teun Swinkels (1934) was vanaf 1960 aan het architectenbureau verbonden. Later was hij geassocieerd met G. Passchier (1931). Het Bureau Swinkels Passchier bouwde onder andere het Maastricht UMC+ en diverse kantoorgebouwen in Randwyck.